# Луганьяно-Валь-д’Арда
Луганьяно-Валь-д'Арда (итал. Lugagnano Val d'Arda) —  коммуна в Италии, располагается в регионе Эмилия-Романья, в провинции Пьяченца.
Население составляет 4298 человек (2008 г.), плотность населения составляет 79 чел./км². Занимает площадь 54 км². Почтовый индекс — 29018. Телефонный код — 0523.
Покровителем коммуны почитается святитель Зенон Веронский, празднование 9 декабря.

## Демография
Динамика населения:

## Администрация коммуны
- Официальный сайт: http://www.comune.lugagnano.pc.it